# Mitrocoma annae
Mitrocoma annae is een hydroïdpoliep uit de familie Mitrocomidae. De poliep komt uit het geslacht Mitrocoma. Mitrocoma annae werd in 1864 voor het eerst wetenschappelijk beschreven door Haeckel. 